# Dominique Roux
Pour les articles homonymes, voir Roux.
Dominique Roux, né le 1er mai 1943 à Gap, dans les Hautes-Alpes, est un universitaire et dirigeant d'entreprise français, membre du Cercle des économistes.

## Biographie

### Jeunesse et études
Dominique Roux naît dans une famille de la petite bourgeoisie. Il est le fils d'un bonnetier de Gap, fait prisonnier et envoyé en camps par l'Allemagne lors de la Première Guerre mondiale. Son grand-père a un petit commerce de colporteur. Dominique Roux a sept frères et sœurs.
Pour ses études supérieures, Dominique Roux emménage à Paris. Il s'inscrit à la Sorbonne en économie. Il étudie sous la férule de Raymond Barre. Il est titulaire d'un doctorat en sciences économiques et d'un doctorat en gestion. Il est agrégé d'économie et de gestion.
Il est le père de la femme politique française Valérie Pécresse.

### Parcours professionnel
Il a effectué sa carrière à HEC et à l'université Paris-Dauphine où il est professeur depuis 1982 après être passé par l'université de Dijon. Il est co-créateur et directeur du master II de management des télécoms et des médias (master 226) « gestion des télécommunications et des nouveaux médias » de Dauphine, directeur du magistère de sciences de gestion et directeur d'un centre de recherche, le groupe de recherche économique et sociale (GRES).[réf. nécessaire]
Il enseigne aussi à l'Institut d'études politiques de Paris (Sciences Po). Il enseigne dans le cadre de la mention droit économique du diplôme de l'IEP (cours de droit et économie de la régulation des télécommunications).
Il est également directeur pédagogique de la Faculté de gestion de l’université des Lagunes à Abidjan où il enseigne la gestion.

### Autres fonctions
De 2007 à 2014 il préside Bolloré Telecom.

De 2015 à 2021 il préside le directoire de la filiale française du groupe Global Financial.
Il a été le président de l'association Signal Spam, et est administrateur de l'entreprise 1000mercis (spécialisée notamment dans l'email marketing).[réf. nécessaire]

## Récompenses et distinctions

### Décorations
- Officier de la Légion d'honneur
- Officier de l'ordre national du Mérite
- Chevalier de l'ordre des Palmes académiques

## Publications
- Les Enjeux de la télé-réalité, Economica, 2003
- Laborgistique, Economica, 2004, traduit en anglais
- Gestion et management des entreprises, Hachette, 2005
- Nobel en Économie, Economica, 3e édit. 2007, traduit en turc et en espagnol
- Les 100 mots de la gestion, PUF, « Que sais-je ? », 2007 traduit en grec, en roumain et en arabe
- Les 100 mots de l'Internet, avec Xavier Niel, PUF, « Que sais-je ? », 2008
- Les 100 mots des télécommunications, avec Patrick-Yves Badillo, PUF, « Que sais-je ? », 2009